# 君と僕のアシアト〜タイムトラベル春日研究所〜
『君と僕のアシアト〜タイムトラベル春日研究所〜』（きみとぼくのアシアト タイムトラベルかすがけんきゅうじょ）は、よしづきくみちによる漫画。略称は「キミボク」「君アシ」など。
『Oh!スーパージャンプ』（集英社）2007年4月号に「第1話」、同年9月号に「第2話」を掲載した後、2009年4月号から毎号連載化。2度の移籍を経て、『グランドジャンプPREMIUM』（同社）2012年Vol.7をもって完結した。連載版の話数カウントは「travel ○」。

## 概要
当時スキャンしておいた物理構造などを脳内に投影することで、過去の特定の時空を再現する架空の技術「脳内タイムトラベル」をテーマに、タイムトラベル春日研究所とそこを訪れる人々の人生模様を描いた作品。「タイムパラドックスの制限を受けない時間旅行は出来ないものか」という着想が元になっている。
なお、タイトルを「君と僕のアシスト」と誤解されることが多いが、正しくは「君と僕のアシアト」である。

## 登場人物
風見鶏 亜紀（かざみどり あき）
タイムトラベル春日研究所所長。妹の瑞紀を溺愛していた。才色兼備にして武道の達人であるが、テニスや水泳などの運動は苦手。なお、「第2話」では風見鳥という表記になっている。
宮山 広規（みやま ひろき）
タイムトラベル春日研究所助手。婚約者と死別した過去があり、被験者第一号として春日研究所を訪れた後に所員となった。

李 暁剛（リ シャオガン）
春日研究所に出資している李財団の関係者で、タイムトラベルシステムの共同開発者。
樹 しず（いつき しず）
李財団から春日研究所に派遣されたアドバイザー。

風見鶏 瑞紀（かざみどり みずき）
亜紀の妹。
風見鶏 重紀（かざみどり しげき）
亜紀と瑞紀の父。春日研究所の設立者でありタイムトラベルシステムの開発者。東京大災禍で死亡。
風見鶏 日名子（かざみどり ひなこ）
亜紀と瑞紀の母。東京大災禍以前に交通事故で死亡。「霊質」の発見者。

## 用語
オベリスク
タイムトラベルシステム中央制御装置。
あすとおん
亜紀が使用するデータ収集装置兼ユーザーインターフェース。
ES10（えすてん）
瑞紀が使用するデータ収集装置兼ユーザーインターフェース。

## 書誌情報
- よしづきくみち『君と僕のアシアト よしづきくみち短編集』 集英社〈ジャンプコミックスデラックス〉（2008年8月4日発行、同日発売[4]、ISBN 978-4-08-859727-0） - 「第1話」と「第2話」を収録。
- よしづきくみち『君と僕のアシアト〜タイムトラベル春日研究所〜』 集英社〈ジャンプコミックスデラックス〉、全6巻
  1. 2010年1月4日発行（同日発売[5]）、ISBN 978-4-08-859816-1
  2. 2010年11月4日発行（同日発売[6]）、ISBN 978-4-08-859862-8
  3. 2011年3月4日発行（同日発売[7]）、ISBN 978-4-08-859874-1
  4. 2011年7月4日発行（同日発売[8]）、ISBN 978-4-08-859889-5
  5. 2011年12月19日発行（同日発売[9]）、ISBN 978-4-08-858781-3
  6. 2012年8月17日発行（同日発売[10]）、ISBN 978-4-08-858792-9